# Gimme! Gimme! Gimme! (A Man After Midnight)
«Gimme! Gimme! Gimme! (A Man After Midnight)» (первоначальное название: «Been and Gone and Done It») — один из наиболее значимых диско-хитов шведской группы ABBA. Песня была записана 30 августа 1979 года и выпущена в октябре 1979 года как сингл вместе с «The King Has Lost His Crown» в качестве второй стороны. Он присутствует на их альбоме Greatest Hits Vol. 2, а также на компиляции ABBA Gold.

## Оригинальная версия

### История
Песня «Gimme! Gimme! Gimme! (A Man after Midnight)» была написана Бенни Андерссоном и Бьорном Ульвеусом, ведущий вокал — Агнета Фельтског. Песня была записана на Polar Music Studios в Стокгольме, Швеция, в августе 1979 года, и к октябрю (ко времени начала их мирового турне) уже вышла в свет.
Первоначально ABBA записывала другую песню, «Rubber Ball Man», однако им показалось, что песня «Gimme! Gimme! Gimme!» с её диско-ритмами будет лучшим выбором, и поэтому «Rubber Ball Man» осталась лишь демоверсией.
В большинстве стран мира сингл имел длину 4:46 — за исключением США и Канады, где длительность песни составила лишь 3 минуты 36 секунд. Это было достигнуто сокращением вдвое инструментального вступления к песне, урезанием проигрыша между куплетом и припевом, а также ранним затуханием песни. Предполагается, что правка была сделана Atlantic Records, лейблом ABBA в Северной Америке, так как версия Polar соответствовала по длине студийной записи и «короткой» песня была только в Северной Америке.
Версия песни на испанском языке имеет название «¡Dame! ¡Dame! ¡Dame!». Она была выпущена как промосингл к альбому Gracias Por La Música в Латинской Америке и других испаноговорящих странах.

### Позиции в чартах
«Gimme! Gimme! Gimme! (A Man After Midnight)» стала № 1 в таких странах, как Бельгия, Швейцария, Финляндия, Франция и Ирландия. Песня достигла топ-3 в Австрии, Норвегии, Нидерландах, Великобритании и ФРГ, а также стала наиболее успешной композицией в Японии, достигнув 17-й позиции.
| Чарт (1979)                                 | Позиция |
| ------------------------------------------- | ------- |
| Australian ARIA Singles Chart               | 8       |
| Austrian Singles Chart                      | 2       |
| Belgian VRT Top 30 Singles Chart            | 1       |
| Dutch Top 40                                | 2       |
| Finnish Singles Chart                       | 1       |
| French IFOP Singles Chart                   | 1       |
| German Singles Chart                        | 3       |
| Irish Singles Chart                         | 1       |
| Japanese Oricon Weekly Singles Chart        | 17      |
| Japanese Oricon International Singles Chart | 1       |
| New Zealand RIANZ Singles Chart             | 15      |
| Norwegian VG-lista Singles Chart            | 2       |
| Swedish Singles Chart                       | 16      |
| Swiss Singles Chart                         | 1       |
| UK Singles Chart                            | 3       |

### Сертификации
| Регион | Сертификация | Продажи  |
| --- | ------------ | -------- |
| Дания (IFPI Danmark) | Золотой      | 45 000   |
| Франция (SNEP) | Золотой      | 613,400  |
| Нидерланды (NVPI) | Золотой      | 100 000^ |
| Великобритания (BPI) · digital, sales since 2004                                                                                          | Золотой      | 400 000  |
| Великобритания (BPI) · physical release, sales in 1979                                                                                    | Серебряный   | 250 000^ |
| ^ Данные о тиражах приведены только на основе сертификации. · Данные о продажах + прослушиваниях приведены только на основе сертификации. |              |          |

## Версия A*Teens
«Gimme! Gimme! Gimme!» стал третьим (в некоторых странах — четвёртым) синглом A*Teens с их дебютного альбома The ABBA Generation, коллекции кавер-версий песен ABBA.
Зимой 1999 года в Швеции сингл стал «золотым».
Видеоклип на песню был снят в конце сентября 1999 года в Стокгольме (режиссёр — Себастьян Рид, снявший также предыдущее видео A*Teens «Super Trouper»). Клиповая версия песни несколько отличалась от альбомной. Видео начинается с мальчиков, выходящих на склад, где они находят хрустальный шар. Внутри шара есть «альтернативный мир», в котором они исполняют песню. Часть видео также включает сцены, где артисты играют в боулинг друг против друга.
Как и ABBA, A*Teens записали версию песни на испанском языке.

### Релизы
European 2-track CD single
1. «Gimme! Gimme! Gimme!» [Radio version] — 3:45
2. «A*Teens Medley» [Pierre J’s Radio Mix] — 3:54

European maxi CD
1. «Gimme! Gimme! Gimme!» [Radio version] — 3:45
2. «Gimme! Gimme! Gimme!» [Extended version] — 6:02
3. «Gimme! Gimme! Gimme!» [Earthbound Late Show Remix] — 5:04
4. «A*Teens Medley» [Pierre J’s Full Length Mix] — 8:19

Mexican CD single
1. «Gimme! Gimme! Gimme!» [Radio version] — 3:45
2. «Gimme! Gimme! Gimme!» [Spanish version] — 3:43

Japanese maxi CD
1. «Gimme! Gimme! Gimme!» [Radio version] — 3:45
2. «A*Teens Medley» [Pierre J’s Radio Mix] — 3:54
3. «Mamma Mia» [Spanish version] — 3:46
4. «Gimme! Gimme! Gimme!» [Spanish version] — 3:43

### Позиции в чартах
| Страна     | Позиция |
| ---------- | ------- |
| Германия   | 33      |
| Нидерланды | 24      |
| Швейцария  | 51      |
| Швеция     | 10      |

## Другие кавер-версии
- Семпл из «Gimme! Gimme! Gimme!» был использован в композиции Мадонны «Hung Up» из альбома Confessions on a Dance Floor (2005)[12], композиции диджея OVERWERK «12:30» (2013) и композиции певицы Эйвы Макс «Torn» (2019)[13].
- Кавер-версия песни вошла в сборник «The Best Of: 1990—1999» Ингви Мальмстина.
- Кавер на эту песню записала шведская готик-метал-группа Beseech.
- Кавер на эту песню записала финская power/speed metal группа Sinergy.
- Кавер на эту песню записала немецкая фолк-метал-группа Feuerschwanz[14].
- Кавер на эту песню записали российские исполнители Люся Чеботина, Mia Boyka, Ваня Дмитриенко и Niletto; кавер вошёл в саундтрек кинокомедии «Иван Васильевич меняет всё» (2023).